# Xysticus bakanas
Xysticus bakanas là một loài nhện trong họ Thomisidae.
Loài này thuộc chi Xysticus. Xysticus bakanas được Yuri M. Marusik & Dmitri Viktorovich Logunov miêu tả năm 1990.